# Malcolm II (Mormaer de Fife)
Pour les articles homonymes, voir Malcolm.
Máel Coluim II (ou Maol Choluim II, habituellement anglicisé en  Malcolm II), fut au XIIIe siècle Mormaer de Fife régnant sur le mormaerdom ou comté de Fife entre 1228 et 1266. Il est le neveu et successeur du précédent moarmaer Máel Coluim I, et le fils de Donnchadh, frère de Máel Coluim I, et fils cadet de Donnchadh II

## Biographie
Máel Coluim II est un des magnats écossais mentionnés comme garants du  Traité de York, conclu le 25 septembre 1237. Il participe au fameux couronnement du roi Alexandre III d'Écosse à Scone le 13 juillet 1249, où les  mormaers de Fife jouent traditionnellement un rôle principal dans la cérémonie. Lorsque le roi est accueilli par le  ollamh rígh , le poète royal, qui s'adresse  lui par la proclamation « Benach De Re Albanne » (c'est-à-dire : Beannachd Dé Rígh Alban en français « Dieu bénisse le roi d'Écosse »). Máel Coluim II, comte de Fife porteur de « l'Épée royale » se trouve aux côtés d'Alexandre III, lorsque le poète récite la généalogie d'Alexandre. Pendant la minorité du roi Alexandre III d'Écosse, il est désigne comme un des gardiens du roi le 20 septembre 1255.
Il apparaît que Máel Coluim II entretient des relations étroites avec le roi  Henri III d'Angleterre, pendant la minorité de son souverain et même après, en Écosse il se trouve être l'allié de Alan Durward. Il se retire au Northumberland le 24 avril 1256, pour ne pas se présenter devant la justice royale le premier jour de la cession des États du royaume, comme on lui avait sans doute ordonné. Il disparaît ds sources après le  the coup d'état mené contre l'administration de la régence en  1256-57, mais réapparait quelques années plus tard lorsqu'il s'engage par serment auprès de  Henri III à maintenir la position du jeune roi et de la reine lorsque ensuite la file d'Henri III Margaret, arrive d'Angleterre en Écosse en 1260.

## Union et postérité
Máel Coluim II meurt en 1266. Il avait épousé Elen ferch Llywelyn, qui après la mort de  Máel Coluim se remarie en secondes noces avec le Mormaer de Mar, Domhnall. Il laisse au moins deux fils connus, l'ainé  Colbán, qui lui succède comme mormaer à sa mort.
La chefferie du Clan MacDuff (gaélique écossais : Clann Meic Duibh) revient à un autre fils dont le nom personnel est inconnu mais qui est uniquement désigné par son titre de  MacDuibh. Máel Coluim semble avoir laissé de vastes domaines à son fils cadet , qui sont ensuite captés par William Wishart, l'évêque de Saint Andrews, appuyé par le roi Jean Balliol, contre qui MacDuibh fait appel au roi Édouard Ier d'Angleterre.

## Source de la traduction
- (en) Cet article est partiellement ou en totalité issu de l’article de Wikipédia en anglais intitulé « Máel Coluim II, Earl of Fife » (voir la liste des auteurs).